# Симфонія псалмів

Початок І частини

Початок ІІ частини — тема фуги

Симфонія псалмів — твір Ігоря Стравінського для симфонічного оркестру і хору, написаний 1930 року на замовлення Сергія Кусевицького до 50-річного ювілею Бостонського оркестру.
Світова прем'єра, однак, відбулася в Брюсселі 13 грудня 1930 року під керівництвом Ернеста Ансерме. Бостонська прем'єра відбулася кількома днями пізніше — 19 грудня. 
Твір складається з трьох частин, в яких використано канонічні латиномовні тексти відповідно 39-го (13-й і 14-й рядки), 40-го (рядки 2-4) і 150-го псалмів. У складі оркестру передбачено 5 флейт (5-а пікколо), 4 гобої, англійський ріжок, 3 фаготи, 1 контрафагот, 4 валторни, труба пікколо, 4 труби in C, 3 тромбони, туба, литаври, великий барабан, 2 фортепіано, арфа, віолончелі, контрабаси. Особливістю складу оркестру є відсутність скрипок, альтів і кларнетів.